# Kerem Alışık
Kerem Alışık, all'anagrafe İsmail Kerem Alışık (Istanbul, 5 giugno 1960), è un attore turco, noto per aver interpretato il ruolo di Ayhan Kandarlı nella serie Endless Love (Kara Sevda) e per quello di Ali Rahmet Fekeli nella serie Terra amara (Bir Zamanlar Çukurova).

## Biografia
Nato nel 1960 a Istanbul (Turchia) dalla madre Çolpan İlhan e dal padre Sadri Alışık, Kerem è il nipote dello scrittore Attilâ İlhan. Mentre frequentava le scuole elementari in un collegio, ha iniziato a scrivere poesie per volere di sua madre. Durante la sua giovinezza ha giocato nella squadra di calcio Dikilitaşspor, dove lo aspettava una carriera promettente, ma a causa di un infortunio ha dovuto ritirarsi. Per questo motivo, ha deciso di cambiare rotta nella sua carriera e di dedicarsi completamente alla recitazione.
Nel 1965, all'età di cinque anni, ha fatto la sua prima apparizione come attore nel film Kocamın Nişanlısı diretto da Turgut Demirağ. Nel 1996 e nel 1997 è entrato a far parte del cast della serie in onda su Star TV Fırtınalar, nel ruolo di Ferit Demiröz. Nel 1997 ha ricoperto il ruolo di Mustafa nel film Yanlış Saksının Çiçeği diretto da Fide Motan. Nello stesso anno ha interpretato il ruolo di Kemal nel film televisivo in onda su Star TV Ah Nalan Ah diretto da Cemal Şan. Nel 1997 e nel 1998 ha preso parte al cast della miniserie in onda su Star TV Oyun Bitti, nel ruolo di Demir Filibe.
Nel 2000 ha ricoperto il ruolo di Orhan nella serie in onda su Show TV Zehirli Çiçek. Nello stesso anno ha recitato nella serie in onda su TRT 1 Baykuşların Saltanatı. Nel 2001 ha ricoperto il ruolo di Zorro nel film Dansöz diretto da Savaş Ay. Nello stesso anno ha recitato nella serie in onda su ATV Böyle mi Olacaktı? e nella miniserie in onda su TGRT Günah. Nel 2003 ha ricoperto il ruolo di Ali Galip Aslaner nella serie in onda su Show TV A.G.A.. Nello stesso anno ha interpretato il ruolo di Yavuz nella serie in onda su Show TV Şarkılar Seni Söyler.
Nel 2004 ha ricoperto il ruolo di Serhat nel film Hoşgeldin Hayat diretto da Ümit Elçi. L'anno successivo, nel 2005, ha interpretato il ruolo di Sabit nel film Hababam Sınıfı Askerde diretto da Ferdi Eğilmez. Nello stesso anno ha recitato nel film televisivo in onda su Star TV Horoz Sedat diretto da Temel Gürsu. Nel 2007 ha interpretato il ruolo di Mustafa nella serie in onda su Fox Kartallar Yüksek Uçar. L'anno successivo, nel 2008, ha recitato nel film Saddam'ın Askerleri: Kara Güneş diretto da Gani Şavata.
Nel 2011 ha ricoperto il ruolo di Berbat nel film 72. Koğuş diretto da Murat Saraçoğlu. L'anno successivo, nel 2012, ha interpretato il ruolo di Kamil Bey nella serie in onda su TRT 1 Yol Ayrımı. Nello stesso anno ha recitato nel film Mevsim Çiçek Açti diretto da Ali Levent Üngör. Nel 2013 e nel 2014 ha ricoperto il ruolo di Fatin Rüştü Zorlu nella serie in onda su ATV Ben Onu Çok Sevdim.
Nel 2015 ha ricoperto il ruolo di Raif nel film televisivo in onda su TRT 1 Şartlı Tahliye diretto da Bariş Erçetin. Nello stesso anno ha recitato nel film Kara Murat: Mora'nin atesi diretto da Murat Derman e Chris Roche. Nel 2015 e nel 2016 ha interpretato il ruolo del commissario capo Tekin nella serie in onda su Kanal D Kara Kutu.
Nel 2016 e nel 2017 ha ricoperto il ruolo di Ayhan Kandarlı nella serie in onda su Star TV Endless Love (Kara Sevda), insieme agli attori Neslihan Atagül, Burak Özçivit e Kaan Urgancıoğlu. La serie è stata la prima produzione televisiva turca ad essersi aggiudicata l'International Emmy Award. Nel 2018 ha preso parte al cast del film Arif V 216 diretto da Kıvanç Baruönü, nel ruolo di Ömer. Nello stesso anno ha preso parte al programma televisivo in onda su Fox TOLGSHOW.
Dal 2018 al 2021 è stato scelto per interpretare il ruolo di Ali Rahmet Fekeli nella serie in onda su ATV Terra amara (Bir Zamanlar Çukurova), insieme agli attori Hilal Altınbilek, Uğur Güneş, Vahide Perçin, Murat Ünalmış, Furkan Palalı e Sibel Taşçıoğlu. Nel 2021 e nel 2022 ha presentato il programma televisivo in onda su TRT 1 Seneye Bu Zamanlar. Nel 2022 e nel 2023 ha ottenuto il ruolo di Yıldırım Bozok nella serie in onda su Show TV Sipahi. Nel 2023 ha ricoperto il ruolo di Ekrem Başkan nel film 49 diretto da Hakan İnan. Nel medesimo anno ha preso parte al programma televisivo in onda su TV8 O Ses Türkiye Yılbaşı Özel. Nel 2024 ha vestito i panni di Sadık nel film Akıldan Kalbe diretto da Özer Feyzioğlu, dove ha recitato insieme alle attrici Hande Soral e Şenay Gürler.

## Vita privata
Dal 1988 al 1992 è stato sposato con l'attrice Sibel Turnagöl, con la quale ha avuto un figlio, Sadri Alışık, nato il 28 marzo 1988.

## Filmografia

### Cinema
- Kocamın Nişanlısı, regia di Turgut Demirağ (1965)
- Yanliş Saksının Çiçeği, regia di Fide Motan (1997)
- Dansöz, regia di Savaş Ay (2001)
- Hoşgeldin Hayat, regia di Ümit Elçi (2004)
- Hababam Sınıfı Askerde, regia di Ferdi Eğilmez (2005)
- Saddam'ın Askerleri: Kara Güneş, regia di Gani Şavata (2008)
- 72. Koğuş, regia di Murat Saraçoğlu (2011)
- Mevsim Çiçek Açti, regia di Ali Levent Üngör (2012)
- Kara Murat: Mora'nin atesi, regia di Murat Derman e Chris Roche (2015)
- Arif V 216, regia di Kıvanç Baruönü (2018)
- 49, regia di Hakan İnan (2023)
- Akıldan Kalbe, regia di Özer Feyzioğlu (2024)

### Televisione
- Fırtınalar – serie TV (Star TV, 1996-1997)
- Ah Nalan Ah, regia di Cemal Şan – film TV (Star TV, 1997)
- Oyun Bitti – miniserie TV, 3 episodi (Star TV, 1997-1998)
- Zehirli Çiçek – serie TV (Show TV, 2000)
- Baykuşların Saltanatı – serie TV (TRT 1, 2000)
- Kumru, regia di Cemal Şan – film TV (Star TV, 2000)
- Böyle mi Olacaktı? – serie TV (ATV, 2001)
- Günah – miniserie TV, 3 episodi (TGRT, 2001)
- A.G.A. – serie TV, 13 episodi (Show TV, 2003)
- Şarkılar Seni Söyler – serie TV (Show TV, 2003)
- Horoz Sedat, regia di Temel Gürsu – film TV (Star TV, 2005)
- Kartallar Yüksek Uçar – serie TV (Fox, 2007)
- Yol Ayrımı – serie TV (TRT 1, 2012)
- Ben Onu Çok Sevdim – serie TV, 15 episodi (ATV, 2013-2014)
- Şartlı Tahliye, regia di Baris Ercetin – film TV (TRT 1, 2015)
- Kara Kutu – serie TV, 1 episodio (Kanal D, 2015-2016)
- Endless Love (Kara Sevda) – serie TV, 26 episodi (Star TV, 2016-2017)
- Terra amara (Bir Zamanlar Çukurova) – serie TV, 101 episodi (ATV, 2018-2021)
- Sipahi – serie TV, 8 episodi (Show TV, 2022-2023)

## Teatro
- Fehmi Paşa Konağı (1999)
- Herkesin Gözü Önünde (2001)
- Aşk Olsun Aşk (2002)
- Boeing Boeing (2003)
- Komik Para (2003)
- Ağır Roman (2005)
- Selvi Boylum Al Yazmalım (2005)
- Güllü (2006)
- Kadıncıklar (2007)
- 72. Koğuş (2010)
- Keşanlı Ali Destanı (2011)
- Frankenstein (2015)
- Esaretin Bedeli (2018)
- Küheylan (2023)
- 1923 (2023)
- Aşk Biter Mi? (2024)

## Programmi televisivi
- TOLGSHOW (Fox, 2018) - guest star
- Seneye Bu Zamanlar (TRT 1, 2021-2022) - conduttore
- O Ses Türkiye Yılbaşı Özel (TV8, 2023) - guest star

## Doppiatori italiani
Nelle versioni in italiano dei suoi film e delle sue serie TV, Kerem Alışık è stato doppiato da:
- Davide Marzi[44] in Terra amara,[45] in Endless Love[46]

## Riconoscimenti
- Ahmet Şimşek Koleji
  - Vincitore come Miglior attore di serie televisive[16]
- Ayakli Gazete TV Stars Awards
  - 2021: Candidato come Miglior attore non protagonista per la serie Terra amara (Bir Zamanlar Çukurova)
- Beykoz Belediyesi
  - 2004: Vincitore come Stella di serie televisive[16]
- International Izmir Film Festival
  - 2020: Candidato come Miglior attore non protagonista per la serie Terra amara (Bir Zamanlar Çukurova)
- MGD (Magazin Gazetecileri Derneği)
  - 2006: Vincitore come Miglior attore[16]
- Nations Award Taormina - Thinking Green
  - 2023: Vincitore come Miglior attore con Hilal Altınbilek per la serie Terra amara (Bir Zamanlar Çukurova)[47][48]
- Pantene Golden Butterfly Awards
  - 2019: Candidato come Miglior attore per la serie Terra amara (Bir Zamanlar Çukurova)
  - 2020: Vincitore dei Premi alla realizzazione[49]
- Pertevniyal Lisesi
  - Vincitore come Attore teatrale maschile dell'anno[16]
- Premio Quality Magazine
  - 2019: Vincitore come Miglior attore di qualità[50]
- Rotarakt Club, Rotabest 05
  - Vincitore come Attore teatrale più ammirato dell'anno[16]